# 대성산 (평양)
대성산(大城山)은 대성구역과 삼석구역의 경계에 위치한 산이다. 1억 4천만년 전인 중생대 쥐라기에 형성되었고 산체는 사암이 주를 이루고 골짜기 아래 쪽으로 혈암이 일부 분포하고 있다. 건지산(237m), 고방산(147m)과 함께 낙랑준평원의 잔구를 이룬다. 이 산은 장수천과 합장강의 발원지이다. 
산에는 대성산성(大城山城) 등 고구려 때의 유적들이 많이 남아 있다. 놀이공원은 대성산유원지와 중앙동물원, 중앙식물원이 있다. 이곳은 동천호·미천호 등의 인공호수와 소형발전소 등이 있다. 평양팔경 가운데 하나에 속해 있다. 이 곳에 고용희의 무덤이 조성된 것으로 알려졌다.

## 같이 보기
- 한국의 산